# 干草市场站 (波士顿地铁)
干草市场站（英語：Haymarket station）位于马萨诸塞州波士顿市中心以北的国会大道与纽萨德伯里街路口，距离波士顿北站仅一站远，是地铁橙线和轻轨绿线的换乘车站。干草市场站所在地自1830年起便是一个农贸市场，车站以干草市场广场命名。车站为无障碍车站。
经过干草市场站的绿线和橙线并不是垂直摞在一起的，两条线路站台近乎于平行，并且在相近深度。橙线站台为两个側式月台，而绿线站台是一个島式月台。绿线的岛式站台被墙隔成两半，乘客换乘需要爬楼梯经过走道到达其他站台。因此需要换乘的乘客建议前往更加方便的跨月台轉車站波士顿北站换乘。

## 历史

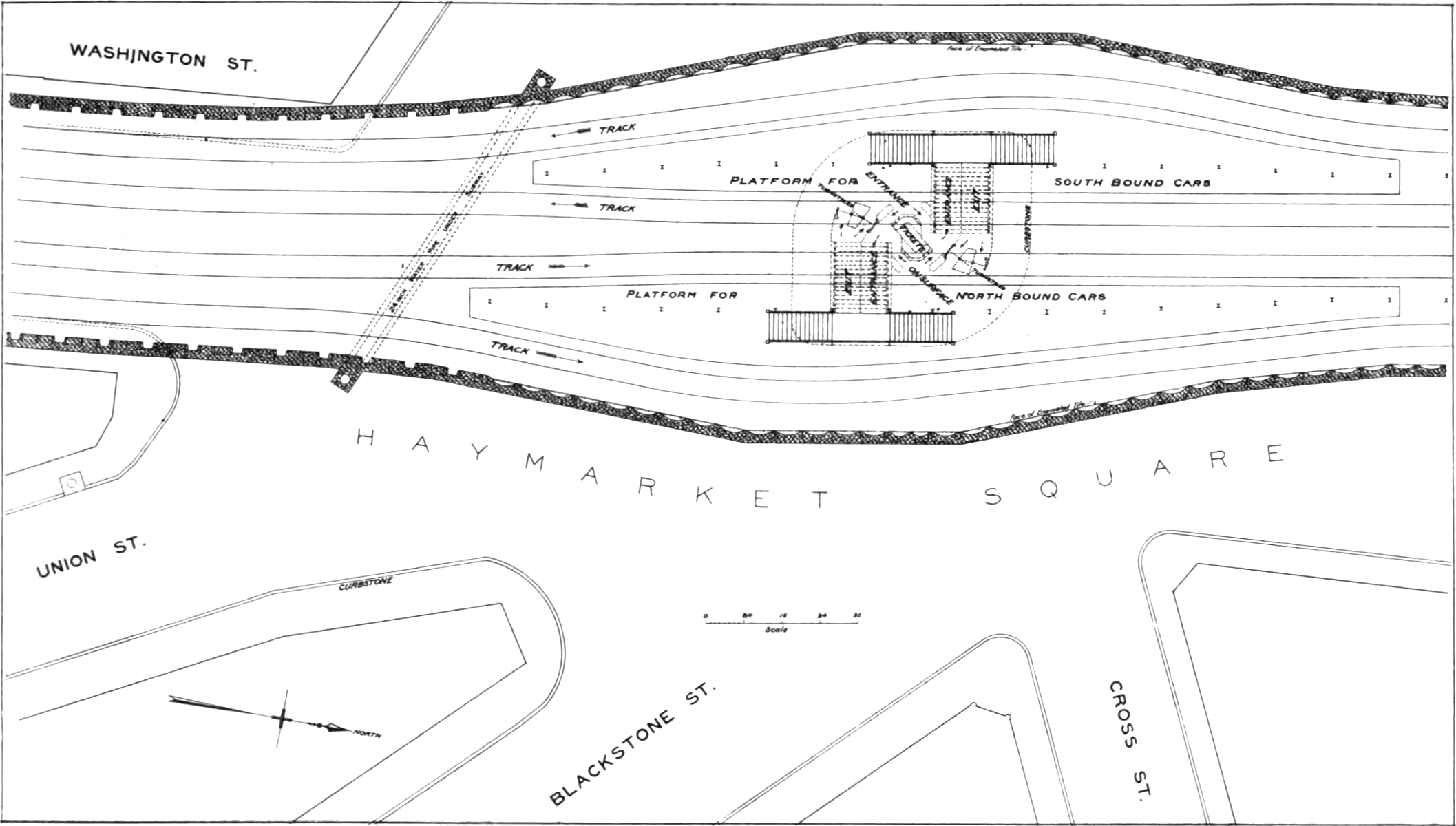
1898年在干草市场广场建成的特里蒙特街地铁站结构图，车站当初只停靠如今的绿线列车。

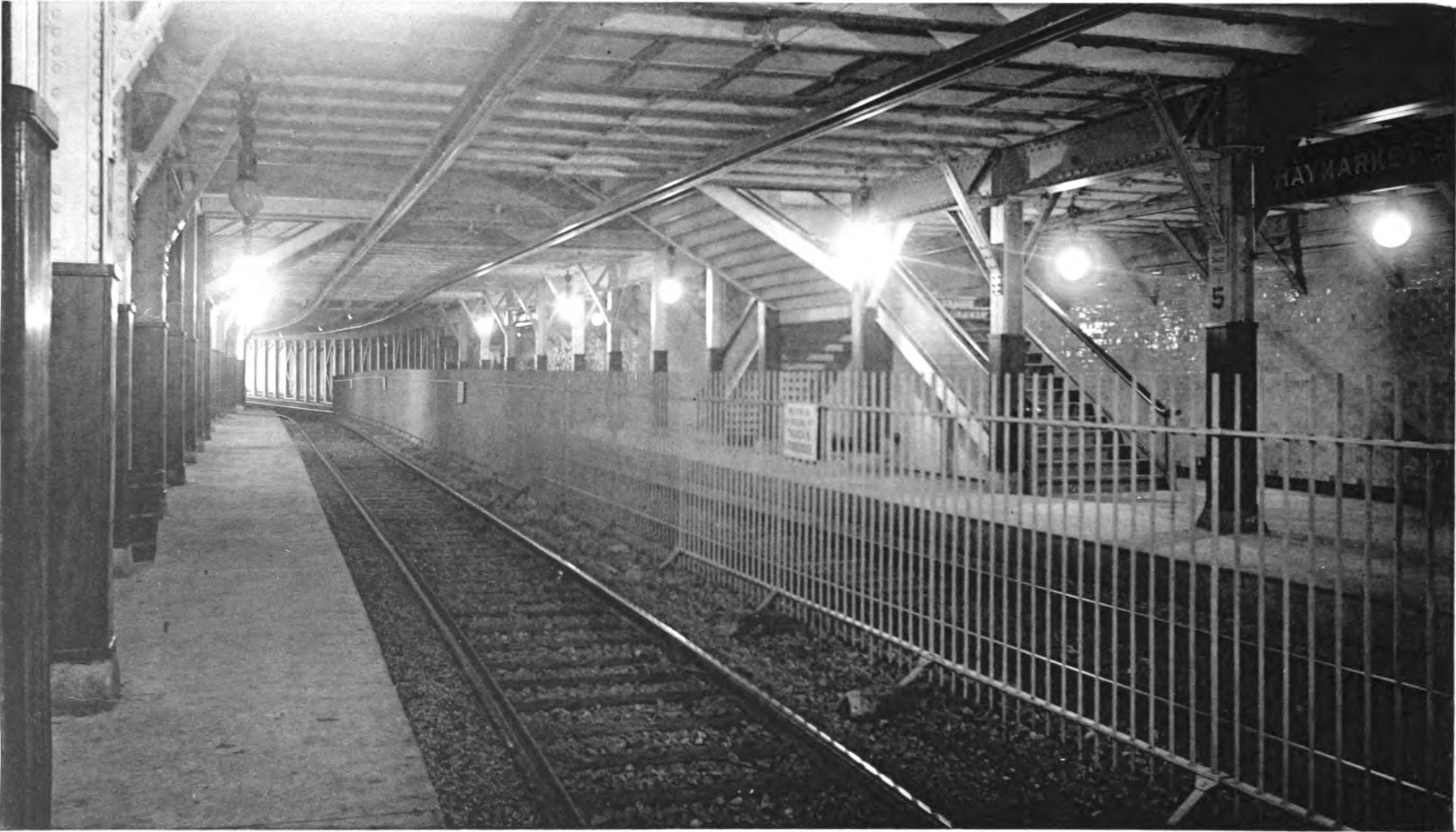
1898年入城方向车站站台。如今的绿线站台在这个正南边

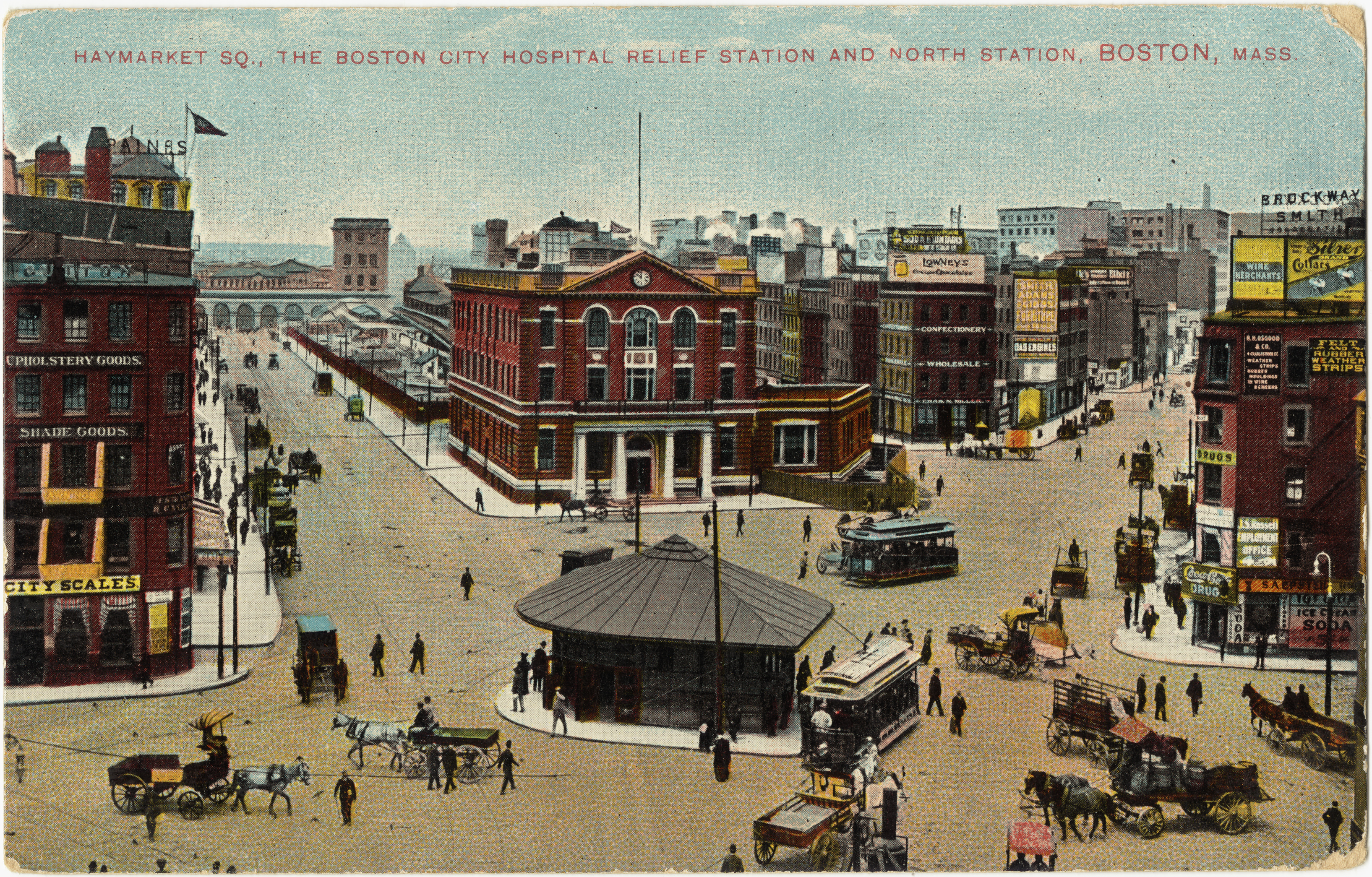
1909年发行的印有干草市场站入口的明信片

### 特里蒙特街地铁
波士顿轻轨绿线最早建造时叫做特里蒙特街地铁，其设计初期就包括了干草市场站。干草市场站于1894年开工建造，并于1898年9月3日正式开放运营。早期的有轨电车站比如今的车站要宽敞许多，一共有四条股道和一对島式月台组成。被夹在中央的两条铁轨停靠从北方郊区驶来或前往北方的有轨电车，它们的终点站为下一站斯科利广场站，如今的政府中心站 (波士顿地铁)。列车站斯科利广场站的布拉特尔回环轨道调转方向。靠外侧的轨道停靠的有轨电车沿着整条特里蒙特街行驶。所有列车都通过车站北部的运河街斜坡进入隧道。

### 干线高架铁路
1901年6月10日，波士顿地铁橙线的前身干线高架铁路正式开通。列车往返于沙利文广场站和达德利广场站。特里蒙特街地铁隧道为其进行改造以便列车能够在其中行驶并停靠在现有车站内。列车在北部的查尔斯顿斜坡进入隧道，并在南部普莱森特街斜坡离开隧道驶向华盛顿街高架。干线高架铁路在干草市场站使用靠外侧的两条轨道，绿线有轨电车全部改为使用内侧的两条轨道。
1908年11月30日，波士顿地铁橙线的专用隧道华盛顿街隧道建成并投入使用，橙线列车从此不再与绿线共用隧道。虽然新的华盛顿街隧道与特里蒙特街隧道相互隔开，但它们都通过扩张后的运河街斜坡出入隧道，所以干草市场站的橙线和绿线站台彼此靠得十分近。橙线车站南北方向站台都以附近街道命名，北行方向车站叫“联合街站”，南行方向车站角“好友街站”，两个车站在一起并称为“联合街-好友街站”。
1908年之后，绿线有轨电车在车站的停靠位置与最初建成时相同，外侧两道停靠沿着特里蒙特街行驶的有轨电车，内侧轨道供北方郊区线使用。1949年7月2日之后，内侧轨道不再供常规客运使用，只有在紧急情况或特殊活动时才会开启使用。

### 马萨诸塞湾交通局时代
1963年10月28日，马萨诸塞湾交通局关闭了亚当斯广场站，对政府中心站重命名，并对干草市场站和政府中心站之间的隧道进行调整。车站外侧轨道现在与政府中心站轨道直接相连。1967年1月26日，联合街站和好友街站站台合并，并正式使用同意的干草市场站站名。
1971年5月10日，交通局在干草市场站南侧新增了一个狭窄的绿线站台。新的站台占据了中央原有的两股轨道的位置。现如今乘坐绿线时，在新站台的北边仍然可以看到1898年的老站台。空闲的空间现在被用作电力设备和车辆储存使用。1971年12月20日，政府中心车库下新的车站入口及公交专用站台开放。1975年8月，马萨诸塞湾交通局公布市中心四座车站改造计划，其中包括干草市场站。
干草市场北延长线于1975年4月7日竣工并投入使用。橙线列车离开干草市场站后向北经过新的隧道前往波士顿北站，穿过查尔斯河下的隧道开往北方。2004年，波士顿北站进行“超级车站”改造，新的车站有更加宽敞的跨月台轉車站，减轻了干草市场站的换乘压力。即便如此，干草市场依旧是波士顿重要的公交车换乘站。 
2000年至2001年波士顿公共市场区域施工，为车站所有站台增加电梯。2001年至2003年间，对公园街站和干草市场站站台进行升高。
2019年6月24日，马萨诸塞湾交通局拨款2970万美元，用于波士顿北站、干草市场站、州街站及市中心十字站的车站清理、寻路路牌替换等改进措施。2020年初将对绿线入口及公交站台进行改造。

## 公交换乘

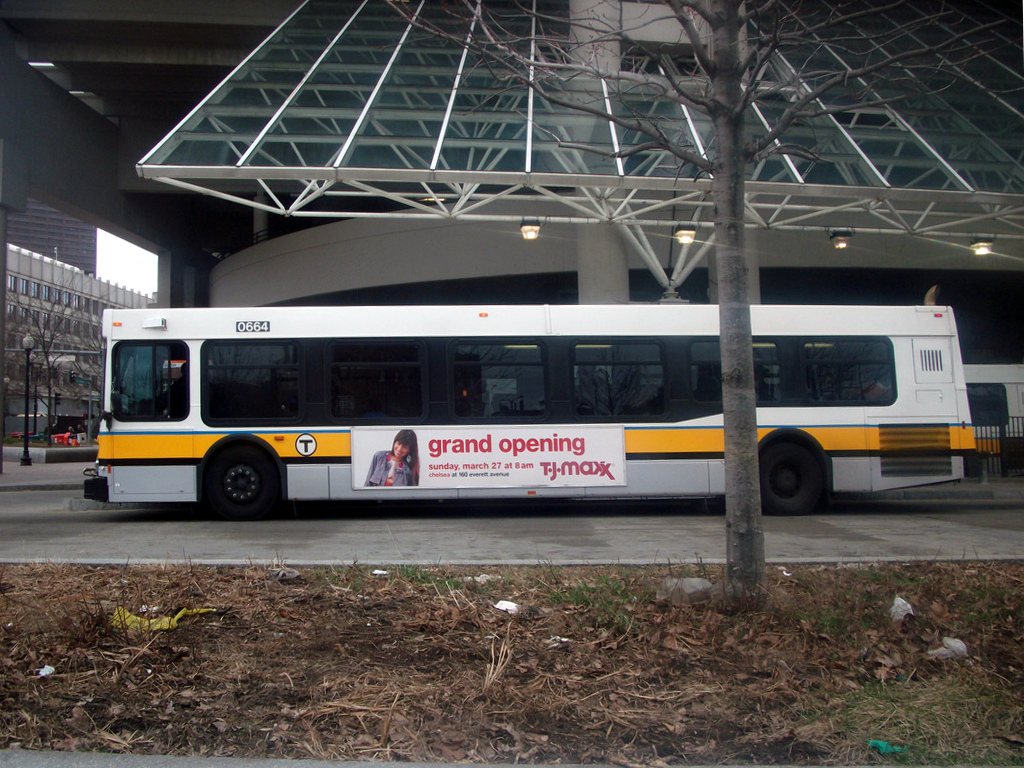
干草市场地面公交站台

干草市场站是波士顿重要的公交换乘车站，车站设有专用的公交车停靠站台，供前往查尔斯顿、切尔西和梅德福等城镇的公交车停靠：
- 4：波士顿北站 - 波士顿南站 - 联邦法院 - 世贸中心
- 92：组装广场购物中心 - 沙利文广场站 - 主街 - 干草市场站 - 市中心
- 93：沙利文广场站 - 邦克山街 - 干草市场站 - 市中心
- 111：伍德朗或百老汇大道 - 神秘河/托宾桥 - 干草市场站
- 191：马塔潘站（英语：Mattapan station） - 阿什蒙特站（英语：Ashmont station） - 菲尔兹角站 - 达德利广场站（英语：Dudley Square station） - 干草市场站
- 192：克利广场 - 森林山站 - 科普利广场 - 干草市场站
- 193：水城车辆厂站（英语：Watertown Yard） - 肯莫尔站 - 干草市场站
- 194：克拉伦登山 - 沙利文广场站 - 干草市场站
- 325：梅德福 - 萨利姆街 - 93号洲际公路 - 干草市场站
- 326：西梅德福 - 梅德福 - 93号洲际公路 - 干草市场站
- 352：伯灵顿特快 - 128号公路 - 93号洲际公路 - 波士顿
- 354：沃本特快 - 沃本广场 - 93号洲际公路 - 波士顿
- 424：东部大道或艾塞克斯街 - 干草市场站或梦幻之地站
- 426：林恩中央广场 - 克利夫顿达尔 - 干草市场站
- 428：奥克兰维尔 - 格拉纳达高地 - 干草市场站
- 434：皮博迪广场 - 古德温环岛和西部大道 - 干草市场站
- 450：东部大道或艾塞克斯街 - 干草市场站或梦幻之地站

## 车站结构

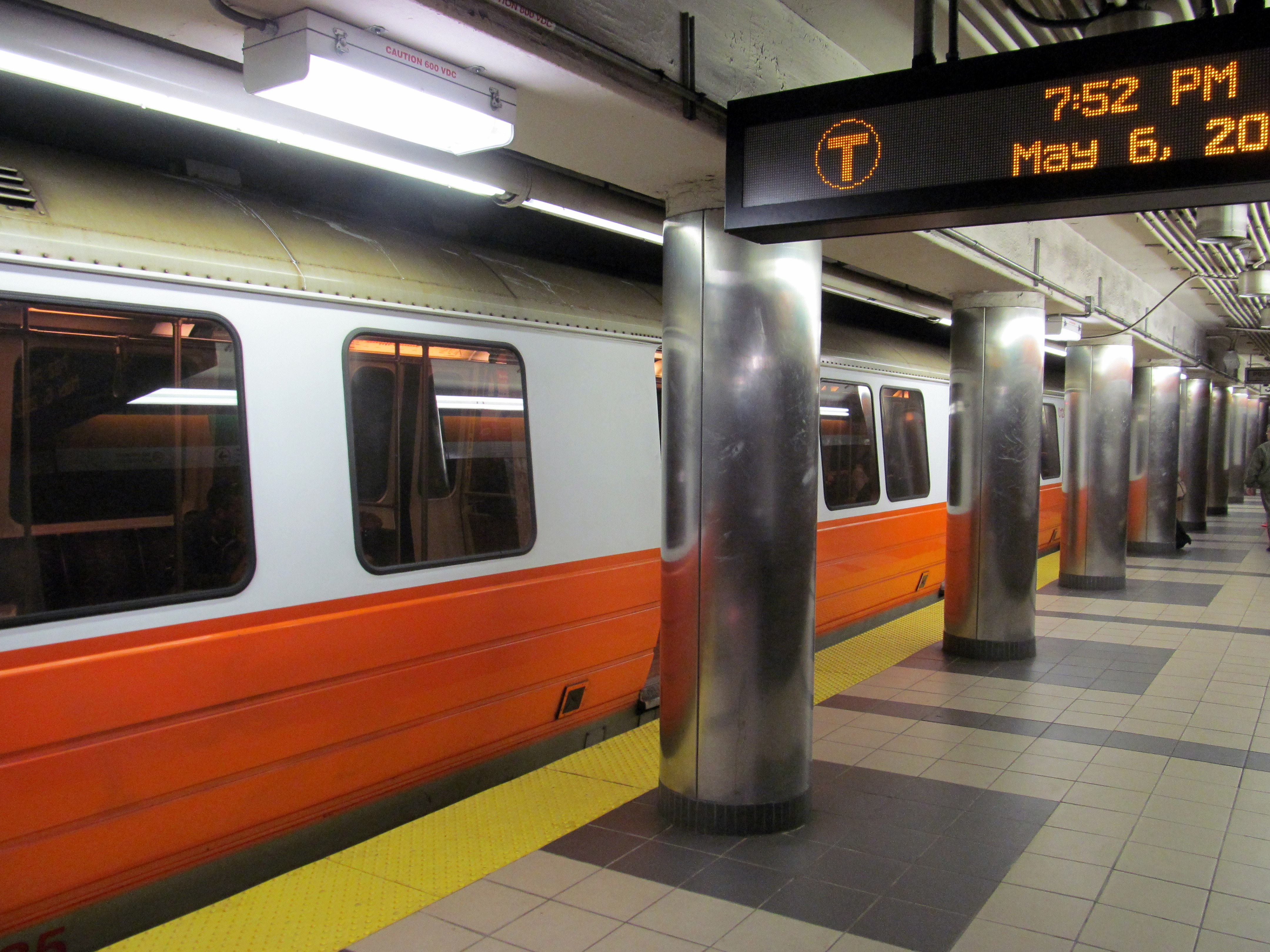
乾草市場站的波士頓地鐵橙線入城列車

| G    | 地面               | 出入口                                  |
| 夹层 | -                  | 站台间过道，检票口，通往出入口          |
| B1   | 南行               | 往克利夫兰环岛或希思街 （政府中心）     |
| B1   | 岛式月台，左侧开门 |                                         |
| B1   | 岛式月台，左侧开门 |                                         |
| B1   | 北行               | 往莱希米尔站或波士顿北站 （波士顿北站） |
| B1   | 侧式月台，右侧开门 |                                         |
| B1   | 南行               | 往森林山（州街）                        |
| B1   | 北行               | 往橡树林 （波士顿北站）                 |
| B1   | 侧式月台，右侧开门 |                                         |